# Тышкевич, Станислав (1727—1801)
Станислав Антоний Тышкевич (пол. Stanisław Antoni Tyszkiewicz, 1727 — 29 декабря 1801) — государственный деятель Великого княжества Литовского, тиун эйрагольсий, каштелян мстилавский (1775—1783) и жемайтский (1783—1794), маршалок Литовского трибунала (1773/1774), староста насунский.

## Биография
Представитель логойской линии литовского магнатского рода Тышкевичей герба «Лелива». Старший сын подстолия берестейского, графа Теодора Тышкевича (? — 1748), и Хелены Быковской (? — 1748). Братья — Михаил (ум. 1773) и Ежи (ум. 1798).
В 1775 году Станислав Тышкевич получил должность каштеляна мстиславского, а в 1783 году был назначен каштеляном жемайтским. В 1773—1774 году — маршалок Трибунала Великого княжества Литовского.
Член конфедерации Анджея Мокроновского в 1776 году. Был отправлен Тарговицкой конфедерацией в качестве асессора для заседания в асессории Великого княжества Литовского.
Кавалер орденов Белого орла и Святого Станислава (1773).

## Семья
Был дважды женат. Его первой женой стала Ева Анна Бяллозор, дочь Ежи Бяллозора и Элеоноры Забелло. Вторично женился на Людвике Белопетрович. Дети от первого брака:
- Граф Ежи Тышкевич (1768—1831), ротмистр пятигорский, депутат Четырёхлетнего сейма
- Графиня Элеонора Тышкевич, жена старосты жемайтского Михаила Гелгуда
- Граф Тадеуш Тышкевич (1774—1852), полковник армии Варшавского герцогства, бригадный генерал (1812), сенатор-каштелян Царства Польского (1820)
- Граф Януш Тышкевич, генерал польской армии